# Elbit Systems
Elbit Systems, fundada em 1996, com sede em Haifa, Israel, é uma empresa-chave na produção e exportação de tecnologia militar, responsável, por exemplo, pela fabricação de veículos aéreos não-tripulados e de equipamentos para os carros de combate Merkava.

## Atuação no Brasil

### Convênio entre Universidade Federal de Santa Maria e AEL Sistemas
Em 2 de dezembro de 2014, no último mês do mandato de governador do Rio Grande do Sul, Tarso Genro cancelou um memorando, assinado em abril de 2013, de entendimento com a AEL Sistemas, empresa subsidiária da Elbit Systems, com sede em Porto Alegre, que permitiria à AEL Sistemas acessar recursos públicos. Não houve mais nenhuma ação objetiva relacionada com o acordo e o projeto piloto, um microssatélite militar, tinha um orçamento de 43 milhões de reais em investimentos públicos. O contrato previa uma parceria entre a AEL Sistemas, o governo do estado e universidades gaúchas no estabelecimento de um polo aeroespacial no Rio Grande do Sul.
Tarson Núñez, chefe da Assessoria de Cooperação e Relações Internacionais do governo do Rio Grande do Sul, esclareceu que o acordo com a AEL Sistemas estava enfraquecido, pois o governo federal não liberou todos os recursos necessários para a concretização da parceria, mesmo assim, ainda havia a possibilidade de tentar captar financiamentos junto ao Banco Nacional de Desenvolvimento Econômico e Social.
Segundo o reitor da Universidade Federal de Santa Maria, Paulo Burmann, um convênio envolvendo a Universidade Federal de Santa Maria e outras universidades gaúchas, junto com o governo estadual, com a empresa israelense Elbit Systems e sua subsidiária, a AEL Sistemas, não teve efeito prático, porque a financiadora do projeto, a Finep, negou um repasse de 40 milhões de reais, contudo, o BNDES estaria se dispondo a repassar o valor negado pela Finep.
Em 15 de maio de 2015, o reitor da Universidade Federal de Santa Maria, Paulo Burmann, atendeu a um pedido feito por entidades que apoiam a causa palestina, entre elas a Associação dos Servidores da UFSM (Assufsm), a Seção Sindical dos Docentes da UFSM (Sedufsm), o Diretório Central dos Estudantes (DCE) e dos demais integrantes do Comitê Santa-mariense de Solidariedade ao Povo Palestino, com base na Lei de Acesso a Informação, enviando um ofício aos cursos de pós-graduação, solicitando informações sobre a nacionalidade de estudantes vinculados aos programas de pós-graduação, de forma que essas informações pudessem subsidiar a resposta a um documento apresentado à universidade por um conjunto de entidades sindicais ligadas à Universidade Federal de Santa Maria.
O professor da UFRGS, Luis Milman, protocolou, em 2 de junho de 2015, uma notícia crime junto à Procuradoria da República no Rio Grande do Sul, além de comunicados à Embaixada de Israel no Brasil, ao presidente da Federação Israelita do Rio Grande do Sul e ao Movimento de Justiça e Direitos Humanos, contra o pró-reitor de pós-graduação da Universidade Federal de Santa Maria, José Fernando Schlosser, acusando-o de praticar, induzir ou incitar a discriminação ou preconceito de raça, cor, etnia, religião ou procedência nacional.

### Compra da divisão militar da Odebrecht
Em agosto de 2016, o Conselho Administrativo de Defesa Econômica autorizou a compra, pela Elbit, da Mectron. A divisão de comunicação militar da Odebrecht (atual Novonor).